# Nagoya Challenger 1992
Il Nagoya Challenger 1992 è stato un torneo di tennis facente parte della categoria ATP Challenger Series nell'ambito dell'ATP Challenger Series 1992. Il torneo si è giocato a Nagoya in Giappone dal 20 al 26 aprile 1992 su campi in cemento.

## Vincitori

### Singolare
Chuck Adams ha battuto in finale  Daniel Nestor con il punteggio di 7–6, 6–3

### Doppio
Jeremy Bates /  Mark Petchey hanno battuto in finale  Bertrand Madsen /  Leander Paes con il punteggio di 7–5, 3–6, 7–6